# Эде Паулей
Эде Паулей  (венг. Paulay Ede ; 12 марта 1836, Токай, Австрийская империя - 12 марта 1894, Будапешт, Австро-Венгрия) — венгерский театральный деятель,
актёр, режиссёр, педагог, драматург,
переводчик, генеральный директор Национального театра в Будапеште.

## Биография
Против воли родителей, хотевших чтобы сын стал священником, в 1851 году стал актёром и дебютировал на театральной сцене в Кошице. Позже около 10 лет играл в провинции, затем 
в разных коллективах Клужа, Дебрецена, Дьёра, Сегеда и других.
С 1863 года выступал на сцене Будапештского Национального театра. После смерти Эде Сиглигети взял на себя руководство театром. Основал актёрскую школу, в 1893–1894 годах был ректором  Национальной Венгерской Королевской академии музыки и драмы. Первые тридцать лет актёрского образования в Венгрии были связаны с именем Эде Паулея. Во время своей педагогической деятельности он заложил основы венгерского актёрского образования.
Известный театральный режиссёр , также занимался драматургией и переводами.
Похоронен на кладбище Керепеши в Будапеште.

## Избранные публикации
- A színészet elmélete. Iskolai kézikönyv a színészeti tanoda növendékei használatára. Pest, 1871.
- Visszapillantás a színészeti tanoda 10 évi működésére. A tanári kar megbízásából. Uo. 1874.
- Csongor és Tünde. Színmű a magyar regevilágból Irta Vörösmarty Mihály. Színre alkalmazta... Uo. 1881.
- Don Juan, Ruiz de Alarcon y Mendoza, spanyolból ford. Győry Vilmos, színre alkalmazta 1891.

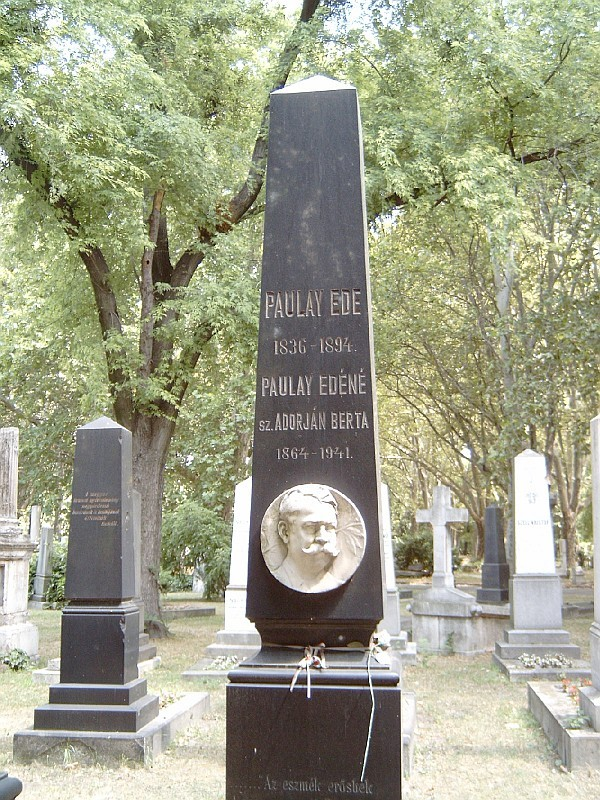
Могила Эде Паулея на кладбище Керепеши